# Пабло Пјати
Пабло Данијел Пјати (Укача, 31. март 1989) аргентински је фудбалер који игра за Еспањол. Игра на позицији левог или десног крила али може да игра и на позицији полушпица, као и класичног нападача.

## Каријера

### Естудијантес
Као производ Естудијантесове омладинске школе, Пјати је постао првотимац када му је тренер Дијего Симеоне дао прву шансу против Њуелс Олд Бојса 18. новембра 2006, са само 17 година. Он је постигао победоносни гол (2:1) дубоко у надокнади времена и постао један од јунака шампионског тима Естудијантеса.
Пјати је 2007. сврстан међу најбољих једанаест аргентинског првенства, заједно са асовима као што су Хосе Луис Калдерон, Хуан Себастијан Верон и Хосе Ернесто Соса.

### Алмерија
Након 60 наступа у свим такмичењима за Естудијантес у две године, продат је шпанској Алмерији, за необјављену суму новца. Одмах у првој сезони је постао важна карика у тиму мексичког тренера Уга Санчеза.
У сезони 2009/10. шпанске Примере, у одсуству нападача Алвара Негреда, Пјати је морао да се више искаже својим голгетерским способностима постигавши 7 голова на 35 првенствених окршаја, тако поставши други стрелац екипе, која је на крају сезоне заузела 13. позицију. Он је 23. септембра 2009. био двоструки стрелац у ремију (2:2) против Атлетика из Мадрида, а такође је исте сезоне у судару истих тимова, голом у последњем минуту (1:0) донео битна 3 бода својој екипи.

### Валенсија
У Алмерији се задржао до 5. јула 2011. године када га откупљује Валенсија за цену од 7,5 милиона евра. Током читаве прве сезоне борио се да поврати форму која га је красила по доласку на Стари континент.
Први званични гол за Валенсију постигао је у победи (4:1) против Левантеа у Купу Краља 19. јануара 2012. У реваншу је постигао још два поготка (3:0).

### Еспањол
16. јула 2016. године Пјати је послат у Еспањол на једногодишњу позајмицу са клаузулом о откупу његовог уговора са Валенсијом у износу од 13 милиона евра.

## Репрезентација
Убрзо након што је дебитовао за први тим Естудијантеса, Пјати је постао члан националног тима Аргентине, селекције до 20 година и учествовао у освајању Светског првенства у фудбалу до 20. године као најмлађи играч у тиму, наступивши на шест од седам мачева.
За А тим Аргентине дебитовао је 5. јуна 2011. код селектора Серхија Батисте на пријатељској утакмици против Пољске у поразу од 1:2.

## Трофеји

### Естудијантес
- Првенство Аргентине (1) : 2006. (Апертура)

### Репрезентација Аргентине
- Светско првенство У20 (1) : 2007.

## Клупска статистика
До 26. новембра 2016.
| Клуб         | Сезона  | Лига     | Лига   | Лига        | Куп      | Куп    | Куп         | Континентални купови | Континентални купови | Континентални купови | Укупно   | Укупно | Укупно      |
| Клуб         | Сезона  | Утакмице | Голови | Асистенције | Утакмице | Голови | Асистенције | Утакмице             | Голови               | Асистенције          | Утакмице | Голови | Асистенције |
| ------------ | ------- | -------- | ------ | ----------- | -------- | ------ | ----------- | -------------------- | -------------------- | -------------------- | -------- | ------ | ----------- |
| Естудијантес | 2006–07 | 17       | 5      | 0           | 0        | 0      | 0           | 0                    | 0                    | 0                    | 17       | 5      | 0           |
| Естудијантес | 2007–08 | 32       | 8      | 5           | 0        | 0      | 0           | 8                    | 0                    | 1                    | 40       | 8      | 6           |
| Естудијантес | Укупно  | 49       | 13     | 5           | 0        | 0      | 0           | 8                    | 0                    | 1                    | 57       | 13     | 6           |
| Алмерија     | 2008–09 | 31       | 5      | 2           | 2        | 1      | 0           | 0                    | 0                    | 0                    | 33       | 6      | 2           |
| Алмерија     | 2009–10 | 35       | 7      | 4           | 1        | 0      | 0           | 0                    | 0                    | 0                    | 36       | 7      | 4           |
| Алмерија     | 2010–11 | 35       | 8      | 4           | 6        | 2      | 0           | 0                    | 0                    | 0                    | 41       | 10     | 4           |
| Алмерија     | Укупно  | 101      | 20     | 10          | 9        | 3      | 0           | 0                    | 0                    | 0                    | 110      | 23     | 10          |
| Валенсија    | 2011–12 | 30       | 2      | 3           | 7        | 3      | 1           | 10                   | 1                    | 2                    | 47       | 6      | 6           |
| Валенсија    | 2012–13 | 15       | 1      | 2           | 3        | 1      | 0           | 2                    | 0                    | 0                    | 20       | 2      | 2           |
| Валенсија    | 2013–14 | 17       | 5      | 3           | 3        | 0      | 0           | 9                    | 2                    | 3                    | 29       | 7      | 6           |
| Валенсија    | 2014–15 | 28       | 7      | 6           | 2        | 0      | 0           | 0                    | 0                    | 0                    | 30       | 7      | 6           |
| Валенсија    | 2015–16 | 15       | 2      | 2           | 6        | 1      | 0           | 9                    | 1                    | 1                    | 30       | 3      | 3           |
| Валенсија    | Укупно  | 104      | 15     | 16          | 21       | 5      | 1           | 30                   | 4                    | 6                    | 155      | 24     | 23          |
| Еспањол      | 2016–17 | 30       | 10     | 11          | 1        | 0      | 1           | 0                    | 0                    | 0                    | 31       | 10     | 12          |
| Еспањол      | Укупно  | 30       | 10     | 11          | 1        | 0      | 1           | 0                    | 0                    | 0                    | 31       | 10     | 12          |
| Укупно       | Укупно  | 290      | 58     | 44          | 31       | 8      | 6           | 39                   | 4                    | 10                   | 353      | 71     | 60          |